# إدوارد بي. واتسون
إدوارد بي. واتسون (بالإنجليزية: Edward B. Watson)‏ هو محامي وقاضي أمريكي، ولد في 7 أكتوبر 1844 في غارنافيلو في الولايات المتحدة، وتوفي في 1 فبراير 1915 في بورتلاند في الولايات المتحدة.